# Осоргіно (Альшеєвський район)
Осо́ргіно (рос. Осоргино, башк. Осоргин) — присілок у складі Альшеєвського району Башкортостану, Росія. Входить до складу Воздвиженської сільської ради.
Населення — 33 особи (2010; 48 в 2002).
Національний склад:
- росіяни — 42 %
- татари — 33 %